# Karel Kádner
Karel Kádner (4. listopadu 1859 Hřivice – 6. února 1923 Praha) byl český novinář, spisovatel, libretista, básník.

## Životopis
Jeho otcem byl Václav Kádner (* 1815), sedlák v Hřivicích, okres Louny, matkou Marie Kádnerová, rozená Frycová (* 1819). Byl jedenáctým z 12 dětí. Již při studiu začal psát básničky a malá literární díla. Vystudoval reálku v Rakovníku, pak pokračoval studiem chemie na Českém vysokém učení technickém v Praze. Toto studium však nedokončil a v roce 1883 měl nastoupit do rakovnického pivovaru. Chtěl však dělat novinařinu, proto 1884 nastoupil jako redaktor do Pražského deníku. S obsahem těchto novin se však neztotožnil, protože byl vlastenec a deník byl orientován provídeňsky a podporoval vládu. Proto odešel dělat redaktora do Národní politiky a Pražských úředních novin. Tam ho posílali po celých Čechách, aby dělal reportáže o různých událostech. Velmi zajímavá je jeho reportáž z ledna 1912 ve které projevil své vlastenectví a přiklonil se k pravosti rukopisů královédvorského a zelenohorského. Byl členem akademického spolku západních Čech „Krakovec“ a Spolku českých novinářů.
Kromě novinařiny se zajímal o hudbu, psal libreta k operám a operetám, básně s vlasteneckou tematikou, básně pro mládež. Také dělal překlady románů z francouzštiny. Připravil několik projevů k různým příležitostem v Národním divadle. Od roku 1899 organizoval hudební koncerty, například Emy Destinnové a Jana Kubelíka.
13. července 1910 se oženil s Gabrielou Fürstovou ze Slaného (v kostele sv. Václava na Smíchově).
Rád se vracel do rodných Hřivic. Byl čestným členem hřivického hasičského sboru. Zúčastnil se při zakládání spotřebního a záložního spolku v roce 1907. Na jeho popud byla v roce 1922 založena v Hřivicích knihovna, věnoval do ní 60 vázaných knih a v každém roce zasílal knihovně časopisy Květy a Zvon.
V době první světové války se začal zhoršovat jeho zdravotní stav, své úspory utratil za drahé potraviny. V roce 1919 ho nemoc donutila odejít do důchodu. Dostal jen malou penzi a dožíval ve velké bídě. Naštěstí ho v tomto období podporovala rodná obec – finančně i možností získat zde levnější potraviny. Jeho zdraví se však stále zhoršovalo. Nakonec ho jeho blízcí museli umístit do psychiatrické léčebny. Tam 6. února 1923 zemřel. Při jeho pohřbu na Olšanských hřbitovech (část IX, oddělení 4, číslo hrobu 429) v Praze nad rakví hovořil Prokop Vavřínek (novinář, politik, diplomat), který byl v roce 1950 odsouzen na deset let odnětí svobody v jednom z vedlejších procesů proti údajným společníkům Milady Horákové.

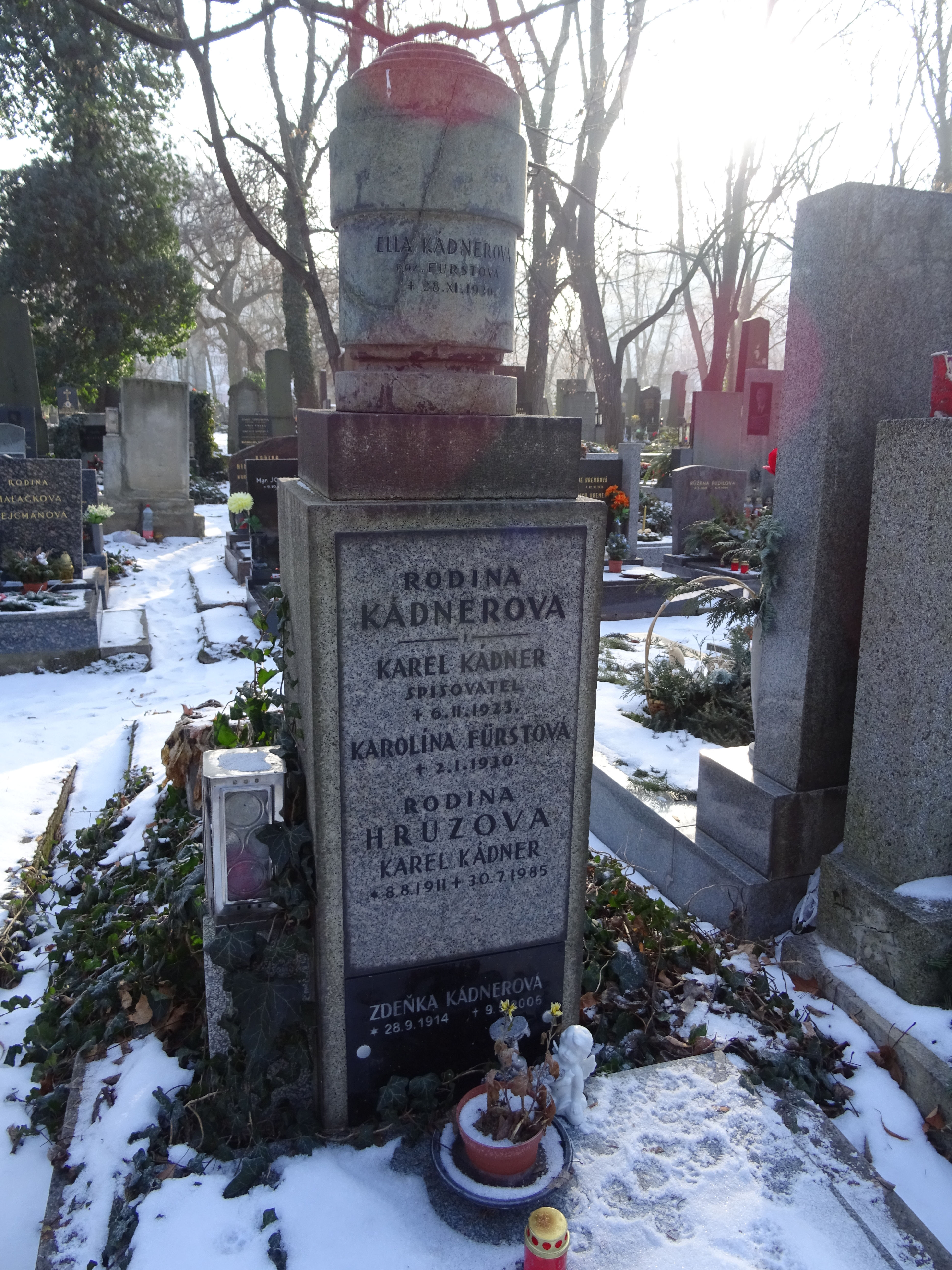
Hrob Karla Kádnera na pražských Olšanských hřbitovech

## Dílo
Básně
- Za jitra – básně dospělejší mládeži
- Fantasie
- V poledne – básně pro dospělejší mládež
- Za dnův utrpení – báseň romantická
- Z perspektívy života
- Violy z podlesí – balady

Divadelní hry (překlady)
- Volba – 1885, podle monologu Conquelina ml. „L'élection“, napsala Julien Berr de Turique
- V rodině – 1885, podle monologu Conquelina ml. „En famille“, napsal G. Moynet
- Moucha – 1885, podle monologu Coquelina „La mouche“, napsal Emil Guiard
- Muž zásad – 1885, překlad autora Jean-Françoise Regnarda

Romány (překlady)
- Hector Malot: V osidlech ženy (Kara), 1884
- Georges Ohnet: Cikánská krev, 1885
- Heny Gréville: Krásná otrokyně, Praha 1885
- Jules de Gastyne: L'abandonné, česky Sám a sám, tisk Politika Praha 1887
- Fortuné du Boisgobey: Babiola, 1887
- Ludvík Halévy: Drama čarovných očí, 1888
- Odysse Barot: Básníkův román, 1890
- Xavier de Montépin: Maskovaná milenka, knihtiskárna Politika, Praha 1891
- Xavier de Montépin: Velký los, tisk Politika, Praha 1892
- Edvard Cadol: Lea, 1893
- René de Pont-Jest: Slepý důstojník, 1894
- Adolphe Belot: Černý květ, vydavatel Národní politika, Praha 1895
- Adolphe Belot: Zmije, detektivka, románová příloha Národní politiky, 1898
- Hubert Wales: Lásky ráj i peklo, románová příloha Národní politiky, Praha 1916
- Gaston Leroux: L'Épouse du Soleil, v češtině Nevěsta slunce, Politika, Praha 1917

Libreta
- Stáňa – 1898, libreto k opeře o jednom dějství, původním názvem Slavnost svatého Floriána, na námět humoresky Josefa Štolby Čiperná hlava nade vše, zhudebnil Jan Malát
- Veselé námluvy – 1909, komická opera o třech dějstvích na námět humoresky Josefa Štolby Staří blázni, hudba Jan Malát
- Černé jezero – 1902, Romantická opera o třech dějstvích na námět epizody z básně Adolfa Heyduka Dědův odkaz, hudba Josef Richard Rozkošný
- Satanela – 1898, opera o třech dějstvích na námět básnické povídky Jaroslava Vrchlického Satanella, hudba Josef Richard Rozkošný

Proslovy
- Na počest sjezdu českoslovanského hasičstva (10. srpna 1895 přednesl Pravoslav Řada)
- Na počest Moravanů (16. srpna 1895 přednesl Jakub Vojta Slukov)
- Na počest haličských Rusů (23. srpna 1895 přednesla Ludmila Vlčková)
- Na počest Slezanů (26. srpna 1895 přednesla Hana Kvapilová)
- Na počest Slovinců (12. září 1895 přednesla Marie Laudová)
- Na oslavu 350. provozování Prodané nevěsty (30. září 1898 přednesl Josef Šmaha)
- Na oslavu 80. narozenin Františka Ladislava Riegra (9. prosince 1898 přednesl Josef Šmaha)